# Black Lizard
Black Lizard (黒蜥蝪 Kurotokage?) es una película detectivesca japonesa dirigida por Kinji Fukasaku en 1968. Se basa en la novela homónima del escritor Ranpo Edogawa, así como también de la adaptación a obra de teatro de Yukio Mishima, quien en aquel entonces era el amante de Akihiro Maruyama, el actor que interpreta a la célebre criminal drag "Black Lizard" en el filme.
El protagonista es Kogorō Akechi, el personaje detectivesco modelado a imagen de Sherlock Holmes que también aparece en varias otras historias de Edogawa, siendo considerado como un ícono de la cultura popular japonesa. Se ha convertido en una película de culto y es muy apreciada por los fanáticos de las películas "kitsch" y "camp".

## Argumento
Black Lizard es un astuto ladrón de joyas que intenta secuestrar a Sanae Iwase, la hija de un joyero como parte de un plan para robar el "Star of Egypt", un costoso diamante que posee la joyería. Con el objetivo de frustrar el intento de secuestro, el joyero contrata al detective número uno de Japón, el brillante Kogorō Akechi. A partir de ese momento surge una cómica rivalidad entre Black Lizard y Akechi, a medida que tratan de burlar y frustrar los planes del otro. En el proceso, ambos adversarios desarrollan un sentimiento mutuo de respeto y afecto. 
A pesar de los esfuerzos de Akechi, Black Lizard y sus secuaces secuestran a Sanae y obtienen el diamante. Black Lizard lleva a Sanae a su guarida secreta en una isla remota, en la que posee una extraña colección de muñecas humanas desnudas. Allí, Black Lizard planea preservar la belleza de Sanae para siempre convirtiéndola en una de sus muñecas. Ahora depende de Akechi salvar el día.

## Reparto
- Akihiro Maruyama como "Black Lizard"
- Isao Kimura como Detective Kogorō Akechi
- Kikko Matsuoka como Sanae Iwase
- Junya Usami como Shōbei Iwase
- Yūsuke Kawazu como Jun'ichi Amamiya
- Kō Nishimura como Detective Keiji Matoba
- Toshiko Kobayashi como Hina
- Sonosuke Oda como Harada
- Kinji Hattori como Toyama
- Kōichi Satō como Ōkawa
- Jun Katō como Sakai
- Ryūji Funakoshi como Kōzu
- Mitsuko Takara como Bailarina
- Tetsurō Tamba como Kuroki
- Yukio Mishima como uno de los muñecos